# Легат Драге Хандановића
Легат Драге Хандановића једно је од културних добара Босне и Херцеговине, чији главни део чини збирка награђених радова које је признати добојски вајар Драго Хандановић завештао Граду Добоју. Легат од 2022. гоодине има трајну поставку у ЈУ Музеју у Добоју.  Дарујући овај легат намера Драге Хандановића била је да Добоју поклони укупно 100 својих дела, од  неколико стотина разноврсних и јединствених керамичких форми, уметничких скулптура, које је створио у протеклих више од шест деценија стварања, како би та дела била трајно похрањена у Музеј у Добоју кроз легатску збирку.

## О дародавцу
Академски вајар и керамичар Драго Хандановић  рођен је 11. априла 1939. године у Острошцу код Коњица. Ликовним стваралаштвом бави се више од 60 година. За то време дао је не само значајан допринос културном животу Републике Српске и Босне и Херцеговине већ и значајн допринос у раду Музеју у Добоју. Поред радионичарског и конзерваторског рада Хандановић је радио на више пројеката за Музеј у Добоју. Визуелни идентитет зграде Музеја у Добоју допуњује и пано елипсастог облика, пречника метар и по, који је Драго израдио у теракоти. У центру тог натписа уметник је уградио и један музејски експонат који потиче од пре три и по хиљаде година.
Као афирмисани вајар и керамичар, Хандановић се сврстао међу најзначајније уметнике бивше Југославије, а своје место нашао је и у уметничкој енциклопедији Југославије. Његова дела, од којих се нека налазе у саставу легата, била су  излагана на многим ликовним догађањима и значајним изложбама у Босни и Херцеговини, бившиј Југославији и у свету. Велики део његових дела  овенчан је признањима, укључујући и награду Grand Prix (највеће уметничко признањем у Босни и Херцеговини).
Кроз овај легат, који би требало да има 100 дела, Драго Хандановић се будућим покољењима приказује као вајар и керамичар модерног израза, који на приказаним скулптурама на сасвим специфичан, врло индивидуалан  начин приказује облике, настојећи да кроз хармоничан, валовит и перфорирани облик форме обликује простору. Или како каже ликовни критичар Богдан Месингер... Он је са себи својственом сигурношћу искорачио из координата унутар којих се смјестила већина данашњих кипара-крамичара.

## Положај и размештај легата
Легат Драге Хандановића смештен је у за ту намену специјално уређеном Одјељењу за историју уметности Јавне установе Музеј у Добоју, у адаптираној згради, саграђеној 1926. године. Музеј се налази у централном језгру Добоја у улици Видовданска 4 преко пута Народне библиотеке Добој.
У овом простору изложено је 38 скулптура у теракоти, мајолици и перфорираној глини. Сви су награђивани и излагани на међународним и домаћим изложбама. Изложено је 38 скулптура у теракоти, мајолици и перфорираној глини. Сви су награђивани и излагани на међународним и домаћим изложбама. Остали предмети које је Хандановић поклонио Музеју су депоноване и намењене за покретне изложбе које ће се реализовати изван Музеја у Добоју.
- Стална поставка легата у музеју у Добоју, 2022. године
- Лабуд

## Намена
Збирка, која се повремено иновира,  има за циљ не само да чува уметничка дела и лик дародавца академског вајара Драге Хајдановића, већ и да доприноси представљању и популаризацији културних добра Републике Српске и Босне и Херцеговине.
Презентацијом овог легата на овај начин град и његови становници одужују се њиховом суграђанину, уметнику за његов труд, рад и допринос развоју култутре у Граду Добоју и шире.

## Историја
Након што је средства за проширење музеја у износ од 250.000 конвертибилних марака, обезбедио Град Добој, извршена је доградња и адаптација Јавне установе Музеј у Добоју, за смештај 38 (100) вајарских дела из легат Драге Хандановића, као и за додатни изложбени простор сталне музејске поставке.
Лапидаријум са копијама некропола стећака у природном бетону, такође је једна од сталних Хандановићевих споменика у Добоју, који надопуњује његов легат Добоју.
Хандановић је доста сарађивао и на другим пројектима са Музејем у Добоју као што су репарација дијелова керамике, археолошке збирке, који потичу са локалитета на подручју Добоја, Дервенте (највећа колекција је са подручја Вис Модран), Брода и Модриче (2013. и 2014. године).

## Информације за посетиоце
Посете легату су омогућене сваког радног дана од 7:00 до 16:00 часова. За више информација о легату и дјелу Драге Хандановићу посјетиоци се могу обратити и кустосу задуженом за одјељење историје умјетности.
Од 20. јуна 2022. године љубитељи дела  Драге Хандановића моћи ће користити викимедијине вишејезичне кјуар кодове да сазнају више о појединим експонатима у Музеју.